# IDDEES
 (février 2007).
IDDEES est un programme d'intervention et de suivi destiné aux personnes atteintes d'autisme. L'acronyme IDDEES signifie : « Intervention - Développement - Domicile - École - Entreprise - Supervision ».
Le programme IDDEES a été officiellement créé en 2000 par Maria Pilar Gattegno, psychologue et Docteur en psychologie . Il se définit comme un programme d'intervention développemental et comportemental pour personnes avec un trouble du spectre de l'autisme (TSA). Le programme IDDEES  prend en compte : le développement de la personne, le style cognitif particulier, la capacité de régulation des activités et des comportements.
L'intervention est basée sur l'accompagnement individualisé de la personne avec autisme, sous la supervision d'un psychologue spécialisé qui applique les modalités de l'intervention éducative et comportementale selon diverses approches : TEACCH et ABA en milieu écologique, naturel. Notre postulat de base consiste à dire que la personne avec un TSA a un trouble basal de la régulation qui ne lui permet pas de s'adapter à son environnement. Elle a besoin d'une hétéro-régulation, d'un accompagnant qui l'aide à adapter ses comportements et son raisonnement à son environnement. 
L'intervention auprès des personnes avec autisme  comprend trois aspects et objectifs principaux : la régulation, la modifiabilité, le développement (RMD)
- réguler les apprentissages cognitifs et sociaux ;
- modifier la structure cognitive et émotionnelle en vue d’une intégration sociale appropriée ;
- développer le potentiel cognitif en tenant compte du niveau de développement, des forces et des faiblesses du fonctionnement cognitif.

Le dispositif se base sur :
- l'accompagnement individualisé des personnes avec autisme par des psychologues de l'Université Paris Descartes ;
- la supervision des programmes individualisés par des psychologues du Cabinet de psychologie ESPAS (Evaluation - Soutien - Programmes Individuels - Accompagnement - Supervision).

## Modèles théoriques
Le programme I.D.D.E.E.S s’appuie sur trois modèles théoriques et pratiques :
1. le premier est celui de la psychopathologie du développement, modèle qui fait référence au développement normal et pathologique de l’enfant (Rogé, 2003). La référence au développement normal permet d’appliquer et d’adapter le projet à chaque individu en fonction de ses niveaux de compétences. La référence à la psychopathologie du développement permet au praticien de prendre en compte des aspects évolutifs du syndrome autistique, et de tenir compte des dysfonctionnements particuliers des enfants autistes tels que les troubles de l’imitation, du langage, de la communication, de l’attention conjointe, du jeu symbolique et de la théorie de l’esprit. Des travaux récents ont en effet permis de mettre en évidence des anomalies particulières et spécifiques qu’il s’agit de rééduquer au quotidien par des prises en charge adaptées (Adrien, 1996 ; Gattegno et al., 1999a, 1999b).
2. Le deuxième modèle est celui proposé par Jean-Louis Adrien (1996) qui décrit les troubles de la régulation de l’activité cognitive et sociale chez les enfants avec autisme et met en exergue des particularités de dysfonctionnement : rupture, persévération, lenteur, variabilité, dys-synchronisation.
3. Le troisième modèle concerne  l'intervention qui est basée principalement sur les approches TEACCH et ABA.